# Diagramma di Wiggers
Il diagramma Wiggers è uno schema standard utilizzato in fisiologia cardiaca che prende il nome dal suo autore Carl J. Wiggers.
L'asse delle x viene utilizzato per tracciare il tempo, mentre l'asse delle y contiene tutte le seguenti voci su un'unica griglia:
- pressione aortica
- pressione ventricolare
- pressione atriale
- il volume ventricolare
- elettrocardiogramma
- Flusso arterioso
- toni cardiaci

Diagramma di Wiggers

Per illustrare la modificazioni coordinate di tali valori, diviene più semplice illustrare la relazione tra queste e il ciclo cardiaco.